# Jean-Georges Noverre
Jean-Georges Noverre (París, 29 de abril de 1727 - Saint-Germain-en-Laye, 19 de octubre de 1810) fue un bailarín francés y profesor de ballet. Es considerado el creador del ballet moderno. El día de su nacimiento (29 de abril) se celebra el día Internacional de la Danza.

## Biografía
Debutó en Fontainebleau en 1742 ante la corte de Luis XV, después el príncipe Enrique de Prusia le invitó a Berlín. Cuando vuelve a París se incorpora a la compañía de ballet de la Opéra-Comique y luego en 1749, Noverre se va a Estrasburgo y a Lyon, donde baila hasta 1754. Después marcha a Londres donde pasa dos años con el actor inglés David Garrick. [En 1754] Regresa a la Opéra-Comique y compone la coreografía de su primer ballet, Les Fêtes chinoises (Las fiestas chinas).
De vuelta a Lyon, entre los años 1758 y 1760, produce varios ballets y publica sus "Lettres sur la danse et sur les ballets" que tendrán muchas ediciones y serán traducidas al inglés, al alemán y al español. Llamado a Stuttgart en 1760, se queda durante siete años y después se va a Viena contando con la protección de María Antonieta que le nombra profesor de danza de la corte. Hace la coreografía de diversos ballets, en algunos de los cuales colabora con Gluck. En 1775 María Antonieta le hace ir a París y le nombra profesor de ballet de la Ópera. Nuevamente viaja a Londres, donde permanece desde 1785 a 1793, Noverre se retira en Saint-Germain-en-Laye hacia 1795 y muere en 1810, mientras preparaba la edición de un "Dictionnaire de la danse".
Además de las "Lettres sur la danse", escribió "Observations sur la construction d’une nouvelle salle de l’Opéra" (1781), "Deux lettres de M. Noverre à Voltaire" (sobre Garrick, 1801), unas "Lettres à un artiste sur les fêtes publiques" (1801) y un manuscrito sin fecha, titulado "Théorie y pratique de la danse en general, de la composition des ballets, de la musique, du costume, y des décorations qui leur sont propres". 
Noverre fue amigo de Voltaire, Federico II el Grande y David Garrick (quien llamó a Noverre "el Shakespeare de la danza"). Sus más célebres ballets son: La Toilette de Vénus, La mort d’Ajax, Le Jugement de París, Jason y Médée, Les Horaces, Les Petits riens, etc. Es el gran teórico del ballet de acción.

## El teórico

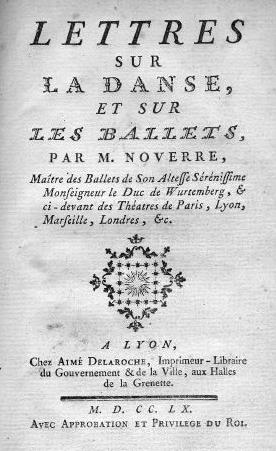
Lettres sur la danse et sur les ballets. Primera edición (1760)

Prosiguiendo con las reformas esbozadas por Luis de Cahusac, el libretista de Rameau, Noverre estima mucho a la acción dramática, "sin exagerar en los divertimentos", describiendo las pasiones, las maneras y los usos de todos los pueblos. El coreógrafo debe interpretar la naturalidad y la verdad, debe ofrecer una narración lógica , como en una obra de teatro, con la sucesión: "exposición-nudo-final". La danza debe ser natural y expresiva más que técnica y virtuosa. La danza "en acción" debe conmover al espectador por medio de una pantomima expresiva, inspirada en el juego teatral, tal y como lo realiza el trágico Garrick.[cita requerida]
Noverre tiene mucho cuidado con sus críticas respecto a la danza de su tiempo, pero las dirige particularmente a la situación de la ópera de París: cuestiona la organización hierática del ballet, rechaza la máscara que, dice él, "disimula las afecciones del alma", propone un vestuario verídico, ligero y mejor adaptado a la danza. En cuanto al bailarín, debe poseer, según Noverre, una cultura general y amplia, incluyendo el estudio de la poesía, de la historia, de la pintura, de la música y de la anatomía. 
Con estas nuevas proposiciones que Noverre emite se iniciará el ballet romántico.

## Sus principales ballets
- Les Fêtes chinoises (París, 1754).
- La Fontaine de jouvence (París, 1754).
- La Toilette de Vénus (Lyon, 1757).
- L'Impromptu du sentiment (Lyon, 1758).
- La Mort d'Ajax (Lyon, 1758).
- Alceste (Stuttgart, 1761 -Viena, 1767).
- La Mort d'Hercule (Stuttgart, 1762).
- Psyché et l'Amour (Stuttgart, 1762).
- Jason et Médée (Stuttgart, 1763 - Viena, 1767- París, 1776 y 1780- Londres, 1781)
- Hypermnestre (Stuttgart, 1764)
- Diane et Endymion (Viena, 1770)
- Le Jugement de Pâris (Viena, 1771)
- Roger et Bradamante (Viena, 1771)
- Agamemnon vengé (Viena, 1772)
- Iphigénie en Tauride (Viena, 1772)
- Thésée (Viena, 1772)
- Acis et Galathée (Viena, 1773)
- Adèle de Ponthieu (Viena, 1773 - Londres, 1782)
- Alexandre et Campaspe de Larisse (Viena, 1773)
- Les Horaces et les Curiaces (Viena, 1774 - París, 1777)
- Renaud et Armide (Milán, 1775 - Londres,1782)
- La nuova sposa Persiana (Milán, 1775-Viena, 1775)
- Apelle et Campaspe (París, 1776 - Lyon, 1787)
- Les Caprices de Galatée (París, 1776]] - Londres, 1789)
- Annette et Lubin (París. 1778)
- Les Petits Riens (París, 1778)
- Les Amours d'Énée et de Didon (Lyon, 1781)
- La Fête du Sérail (París, 1788)
- L'Amour et Psyché (Londres, 1788)
- La Fête de Tempé (Londres, 1788)
- Admète (Londres, 1789)
- La Bergère des Alpes (Londres, 1794)
- La Vittoria (Londres, 1794)
- Windsor Castle (Londres, 1795)